# Aeroporto Internacional El Jaguel

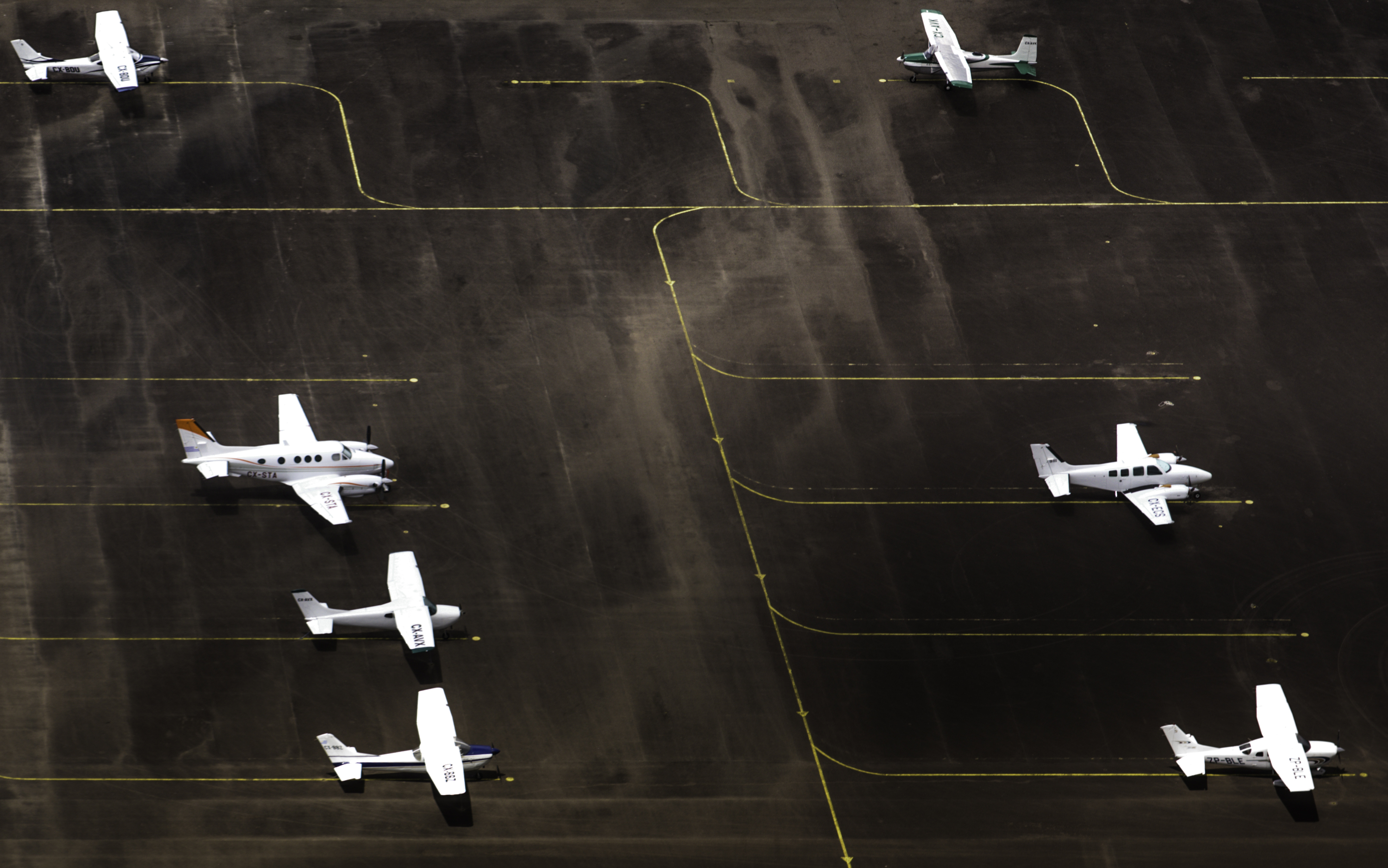
foto aérea do Aeroporto internacional El Jaguel

O Aeroporto Internacional El Jaguel (IATA: PDP, ICAO: SUPE) é um aeroporto localizado na cidade de Punta del Este, Uruguai. Possui pista pavimentada de 1500 metros. Cabeceiras: 01/19. É subordinado às torres de controle de Montevidéu (Aeroporto Internacional de Carrasco) e Maldonado (Aeroporto Internacional de Laguna del Sauce).